# Arquebisbat de Praga

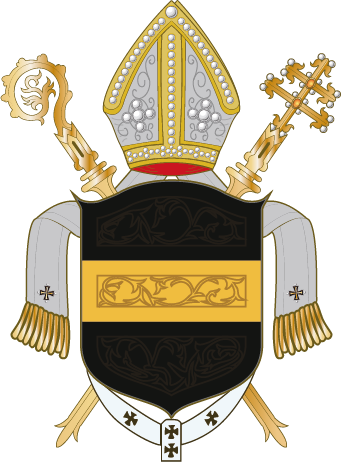
Escut de l'arquebisbat

L'arquebisbat de Praga és una jurisdicció eclesiàstica catòlica avui dia a la república Txeca, amb seu a Praga. La diòcesi fou creada el 973 dins el regne de Bohèmia i fou elevada a arquebisbat el 30 d'abril de 1344.

## Territori
L'arxidiòcesi comprèn part de la regió txeca de la Bohèmia Central.
La seu arxiepiscopal es troba a la ciutat de Praga, on es troba la catedral de Sant Guiu.
El territori està dividit en 378 parròquies.

## Història
La diòcesi de Praga va ser erigida al 973, a partir de territori de la diòcesi de Ratisbona. Inicialment, el territori comprenia Bohèmia, Silèsia, Lusàcia, Moràvia, l'Hongria occidental fins als rius Váh i Danubi i la Baixa Àustria fins als rius Dyje i Kamp.
Dietmar, un monjo de Magdeburg que tenia un gran coneixement de llengua eslava, va ser el primer bisbe de Praga al 973.
El 1063 cedí la regió de Moràvia per tal que s'erigís la diòcesi d'Olomouc.
A partir del regnat d'Otakar I (1198-1230), el capítol catedralici tenia el privilegi de l'elecció del bisbe, mentre que el rei de Bohèmia tenia el dret de conferir la investidura. Al primer quart del segle xiii va haver un gran contrast entre el bisbe Ondřej i el rei de Bohèmia, que volia revocar els privilegis del clergat, al final del qual el bisbe llançà l'interdit sobre el regne. S'arribà a un concordat el 1220. Durant la resta del segle va haver un creixement dels ordes religiosos a Praga i a Bohèmia, però cap a finals del segle van seguir diverses sectes heretges que propagaven la compartició de dones i béns.
A inicis del segle xiv una disputa oposà el bisbe amb Jan z Dražic els ordes mendicants, als quals se'ls prohibí predicar a les esglésies parroquials i d'escoltar les confessions. Els bisbes establiren el tribunal de la Inquisició, però després del primer procés que acabà amb el lliurament a l'autoritat secular de catorze heretges que van ser condemnats a la foguera, es tancaren els tribunals i s'alliberaren els detinguts.
El 30 d'abril de 1344 la diòcesi cedí una porció del seu territori per tal que s'erigís la diòcesi de Litomyšl. El 25 d'agost d'aquell mateix any, mitjançant la butlla Attendentes Pragensem ecclesiam del papa Climent VI, la diòcesi de Praga va ser elevada al rang d'arxidiòcesi metropolitana, amb les seus d'Olomouc i Litomyšl com a sufragànies. L'arquebisbe tenia el dret de conferir la unció i la coronació al rei de Bohèmia, gaudint de les prerrogatives d'un primat.
El 1348 Carles IV fundà la universitat, de la qual el bisbe era el Canceller (Protector studiorum et Cancellarius).
La difusió dels hussites coincidí amb una crisi de l'arquebisbat, que quedà vacant durant més d'un segle, entre 1421 i 1561. Tot i que la diòcesi de Litomyšl va tenir un període de declivi, va tenir el seu darrer bisbe el 1474 i va ser dirigida per administradors fins a la segona meitat del segle xvi, quan part del seu territori retornà a l'arquebisbat de Praga.
El 1556 els jesuïtes van establir a Praga un prestigiós col·legi i després de 5 anys des de la seva arribada, Praga va rebre un arquebisbe.
No obstant això, les relacions amb les autoritats polítiques, inclinades vers el protestantisme, eren tenses. El 1618 l'arquebisbe va ordenar el tancament de dues esglésies protestants i quan el rei va sancionar la decisió, els disturbis van esclatar en la tercera defenestració de Praga, que donaria inici a la Guerra dels Trenta Anys.
El 1627 Ferran II d'Habsburg concedí amplis privilegis a l'Església, a més del títol de Primat a l'arquebisbe de Praga.
El 3 de juliol de 1655 l'arquebisbat cedí part del seu territori per tal que s'erigís la diòcesi de Litoměřice; i de nou el 10 de novembre de 1664 en favor de l'erecció del bisbat de Hradec Králové.
Durant la segona meitat del segle xvii el Col·legi dels Jesuïtes va ser fusionat amb la Universitat Carolina.
El 1712 les esglésies de la ciutat van romandre tancades durant dos anys a causa de la pesta, però el 1729 es realitzaren celebracions esplèndides per la canonització de Joan Nepomucè.
A partir dels anys 70 del segle xviii, la reina Maria Teresa inicià una política restrictiva vers els privilegis eclesiàstics, que van arribar a prohibir fer estudis teològics a Roma, fer que per l'acceptació de les dignitats eclesiàstiques de la Santa Seu calgués de l'aprovació imperial, i fins i tot limitar el nombre de candeles a les celebracions.
El 20 de setembre de 1785 l'arxidiòcesi cedí part del seu territori per tal que es formés la diòcesi de České Budějovice.
La política eclesiàstica de Maria Teresa trobà la seva evolució en el, que imposà el tancament de molts monestirs i la seva confiscació. Un resultat positiu va ser que els fons embargats es van utilitzar parcialment per a la construcció de noves parròquies. Fins i tot l'erecció de la diòcesi de České Budějovice va ser finançada d'aquesta manera.
El 31 de maig de 1993 l'arxidiòcesi cedí una nova porció del seu territori per tal que s'erigís la diòcesi de Plzeň.

## Llista de bisbes
- Dietmar. 973-982
- Sant Adalbert 982-988 (+997)
- vacant 998-992
- Sant Adalbert (restablert) 992-994 (+997)
- Thiddag 997-1017
- Eckhard 1017-1023
- Hizzo 1023-1030
- Severus 1030-1067
- Jaromir de Bohèmia 1068-1090
- Cosmas 1090-1098
- Hermann d'Utrecht 1099-1122
- Meinhard 1122-1134
- Johann I 1134-1139
- Silvestre 1139-1140
- Otto 1140-1148
- Daniel I 1148-1168
- Friedrich I de Saxònia 1168-1180
- Valentin Wolist 1180-1182
- Brzetislaw de Bohèmia 1182-1197
- Daniel II Milico de Palmberg 1197-1214
- Andreas von Guttenstein 1214-1224
- Pilgrim 1224-1225
- Ludislaw 1226
- Johann II 1227-1236
- Burkhard 1236-1240
- Nikolaus von Augezd 1241-1258
- Jan III of Draschitz 1258-1278
- Tobies 1278-1295
- Gregori 1295-1301
- Jan IV de Draschitz 1301-1343
- Ernest de Pardubitz i Malowetz 1343-1344

## Llista d'arquebisbes

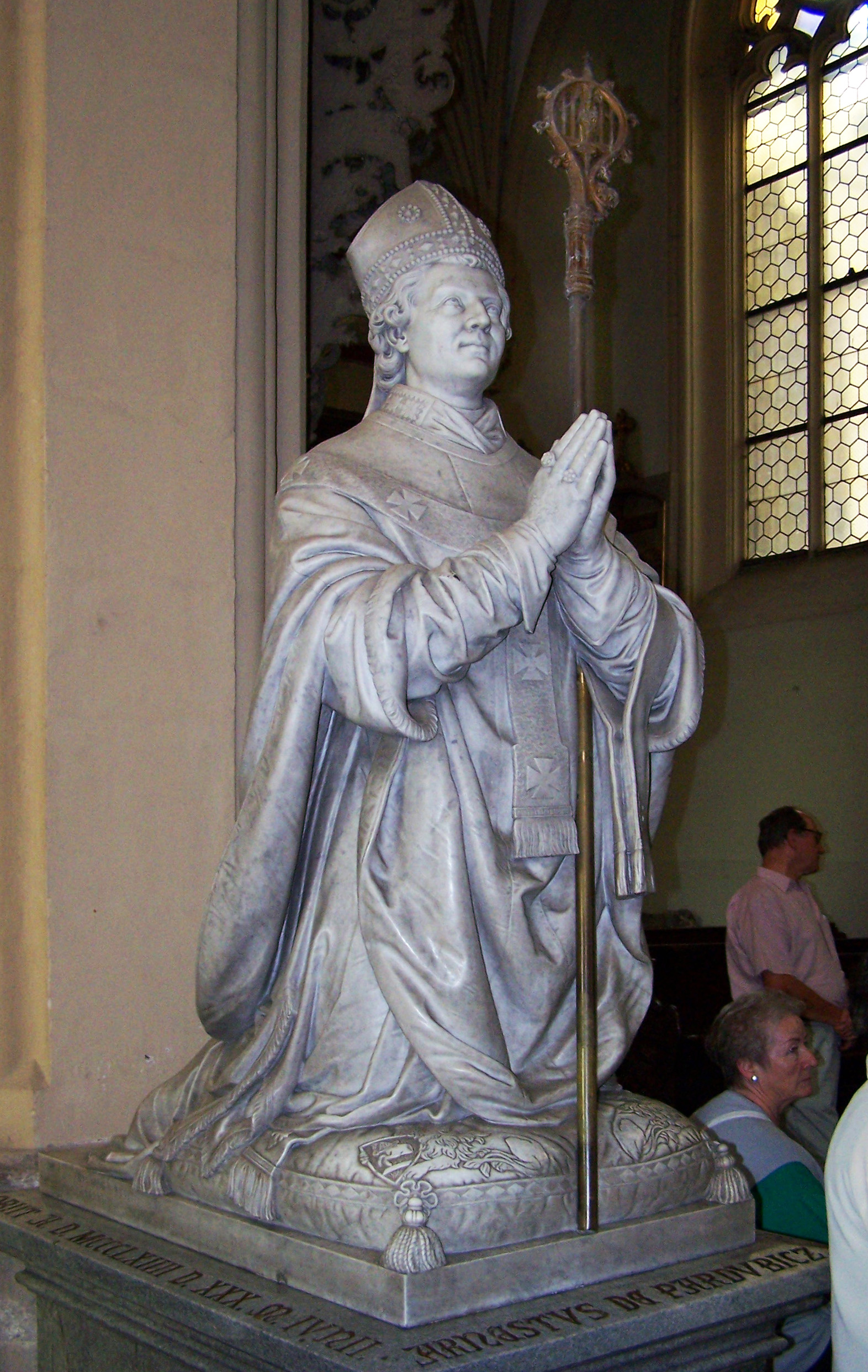
Ernest de Pardubitz i Malowetz, primer arquebisbe de Praga

- Ernest de Pardubitz i Malowetz 1344-1364 (bisbe 1343-1344, elevat a arquebisbe el 1344)
- Jan V Ocko de Vlasin 1364-1379
- Johann VI von Jenstein 1379-1396
- Wolfram Skworec 1396-1402
- Nikolaus II Puchnik 1402
- Zbinko I Zajik von Hasenburg 1402-1411
- Alwig Berkowski d'Unikow 1411-1413
- Conrad Vechta 1413-1431
- Jan VII Rokyczana 1431-1432 (+1471)
- vacant 1432-1561 (els hussites dominen Bohèmia i els catòlics no van poder establir els seus dirigents fins anys després de la dominació austríaca iniciada el 1526).
- Anton Brus von Müglitz 1561-1580
- Martin Medek 1581-1590
- Zbinko II Berka 1592-1606
- Karl von Lemberg 1606-1612
- Jan VIII Lohel 1612-1622
- Ernst Albrecht von Harrach 1622-1667
- Johann Wilhelm von Kolowrath-Liebsteinsky 1667-1668
- Matthäus Ferdinand von Bilenberg 1668-1675
- Johann Friedrich von Waldstein 1675-1694
- Johann Joseph von Breuner 1695-1710
- Friedrich II von Rhünburg 1711-1731
- Daniel Joseph Mayer von Mayern 1731-1733
- Johann Moritz Gustav comte de Manderscheid-Blankenheim 1733-1763
- Anton Peter Przichowsky-Prizichowitz 1763-1793
- Wilhelm Florentin príncep de Salm-Salm 1794-1810
- vacant 1819-1815
- Václav Leopold Chlumczomsky zu Przestawlk-Chlumczan 1815-1830
- Aloys Joseph I Kolowrath-Krakowsky 1831-1834
- Andreas Aloys Skarbeck-Ankwicz 1834-1838
- Aloys Joseph II von Schrenk 1838-1849
- Friedrich Johannes Jacob Celestin von Schwarzenberg 1849-1885
- Franziskus von Paula Schönborn Buchheim 1885-1899
- Léon Skrbenský Hríste (1916-38) 1899-1916 (+1938)
- Pavel Huyn 1916-1919
- Frantisek Kordác 1919-1931 (+1934)
- Karel Boromejský Kašpar 1931-1941
- vacant 1941-1946
- Josef Beran 1946-1965 (+1969)
- vacant 1965-1977
- František Tomášek 1965-77) 1977-1991 (+1992)
- Miloslav Vlk 1991-2010
- Dominik Duka 2010-

## Estadístiques
A finals del 2004, la diòcesi tenia 488.000 batejats sobre una població de 2.069.585 persones, equivalent al 23,6% del total.
| any  | població  | població  | població | sacerdots | sacerdots       | sacerdots       | sacerdots             | diàques | religiosos | religiosos | parroquies |
| ---- | --------- | --------- | -------- | --------- | --------------- | --------------- | --------------------- | ------- | ---------- | ---------- | ---------- |
| any  | batejats  | total     | %        | total     | clergat secular | clergat regular | batejats por sacerdot | diàques | homes      | dones      |            |
| 1949 | 2.052.154 | 2.943.868 | 69,7     | 921       | 607             | 314             | 2.228                 |         | 348        | 1.710      | 604        |
| 1970 | 1.600.000 | 2.620.000 | 61,1     | 59        |                 | 59              | 27.118                |         | 59         | 486        | 835        |
| 1980 | 1.365.000 | 2.740.000 | 49,8     | 426       | 329             | 97              | 3.204                 |         | 97         | 381        | 579        |
| 1990 | 1.190.000 | 2.810.000 | 42,3     | 327       | 261             | 66              | 3.639                 |         | 66         | 169        | 579        |
| 1999 | 604.000   | 2.144.000 | 28,2     | 293       | 160             | 133             | 2.061                 | 14      | 228        | 366        | 380        |
| 2000 | 600.000   | 2.140.000 | 28,0     | 345       | 193             | 152             | 1.739                 | 17      | 238        | 311        | 379        |
| 2001 | 604.500   | 2.140.000 | 28,2     | 338       | 183             | 155             | 1.788                 | 17      | 228        | 292        | 376        |
| 2002 | 604.500   | 2.144.000 | 28,2     | 339       | 191             | 148             | 1.783                 | 18      | 224        | 328        | 378        |
| 2003 | 485.614   | 2.062.189 | 23,5     | 377       | 216             | 161             | 1.288                 | 20      | 227        | 284        | 378        |
| 2004 | 488.000   | 2.069.585 | 23,6     | 376       | 201             | 175             | 1.297                 | 21      | 245        | 328        | 378        |